# Parc Balbi
Pour les articles homonymes, voir Balbi.
 (février 2011).
Si vous disposez d'ouvrages ou d'articles de référence ou si vous connaissez des sites web de qualité traitant du thème abordé ici, merci de compléter l'article en donnant les références utiles à sa vérifiabilité et en les liant à la section « Notes et références ».
Le parc Balbi est un parc de type anglais, situé à côté du potager du roi à Versailles, en France.
Son accès est libre et son entrée se situe rue du Maréchal-Joffre.

## Faune et flore
Le Balbi constitue l'habitat de nombreuses espèces faunistiques : palmipèdes, petits carnassiers : renards, fouines, hérissons, des odonates (libellules), lépidoptères (papillons), hyménoptères (abeilles), oiseaux, reptiles : couleuvres, lézards verts… Il apporte la nature en ville et peut être un lieu pédagogique d'observation.

## Chronologie du parc Balbi
Avant 1730, l'emplacement du  parc Balbi était un boisement appartenant à différents propriétaires.
En 1785, le comte de Provence achète un ensemble de parcelles afin de réaliser  un jardin d'agrément de type irrégulier, sorte de petite retraite champêtre, où le comte pouvait recevoir ses intimes et sa maîtresse en titre, Anne de Caumont La Force, comtesse de Balbi. Le jardin est dessiné par l'architecte Jean-François-Thérèse Chalgrin. Un relevé est effectué par Du Caille : sur ce plan on peut découvrir le pavillon de Monsieur (au sud de la parcelle), une pièce d'eau prolongée par une rivière, un amas de pierre constituant une grotte surmontée d'un belvédère, quelques fabriques, des réservoirs ainsi qu'une serre chaude.
1786 : Le jardin prend sa forme définitive. Il est devenu un jardin « de collection ». En effet, le comte de Provence portait un intérêt particulier aux plantes et à leur constitution. Le jardin était composé d'arbres et d'arbustes tropicaux ou rares ainsi que d'autres essences forestières (érables, frênes…). De plus, le peuplier, un arbre en vogue à l'époque, est introduit sur les rives de la pièce d'eau. Le but du comte était de pouvoir « voyager dans son jardin ».
1791 : Le comte et la comtesse doivent s'exiler et abandonnent donc le jardin.

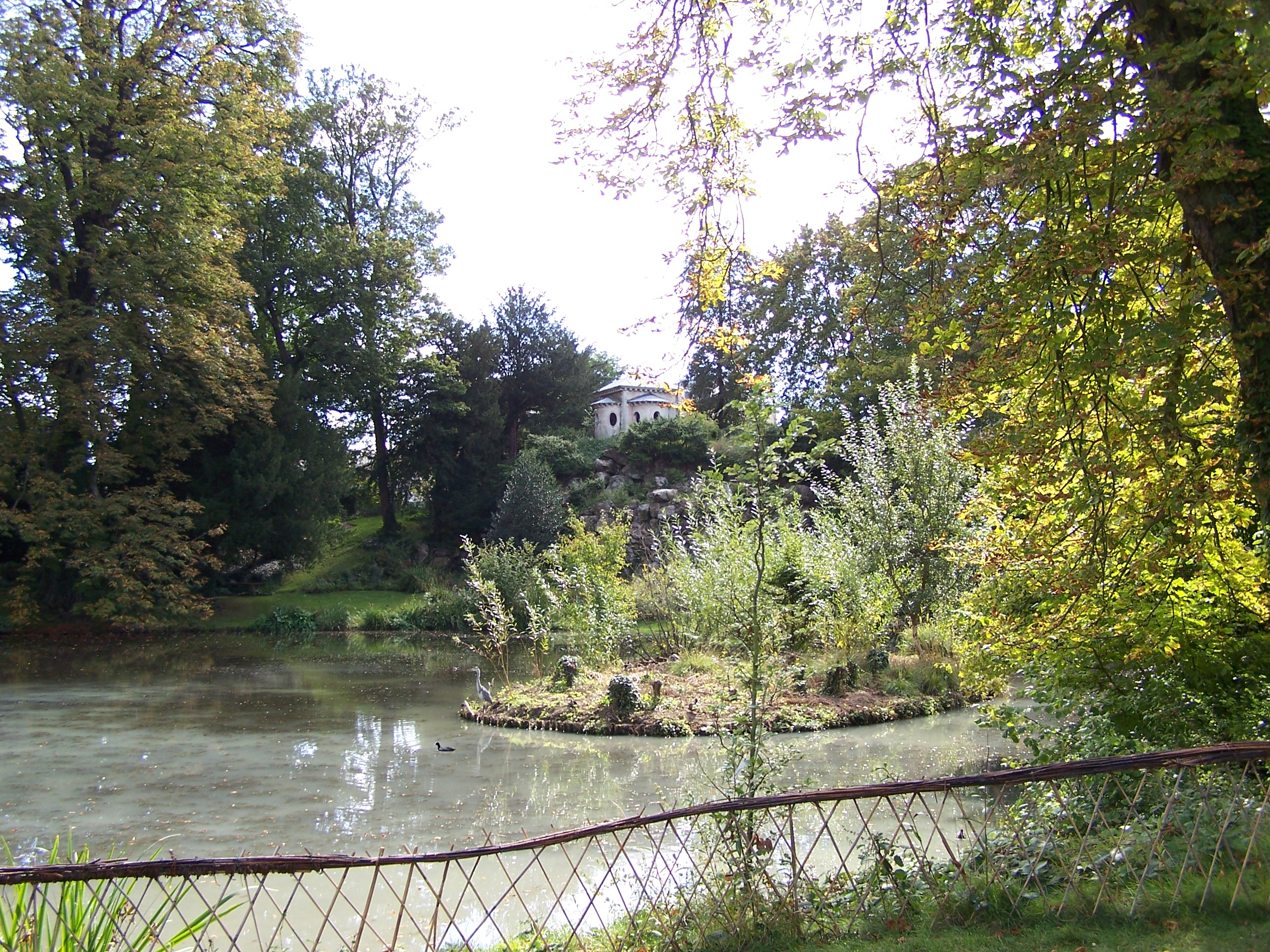
Le plan d'eau.

Automne 1792 : Au départ du comte, les végétaux rares sont prélevés pour enrichir la collection du Jardin des plantes du Muséum par André Thouin, jardinier en chef de ce même jardin.
1792 - 1810 : Le parc appartient à de nombreux propriétaires successifs. Il est mal entretenu, les fabriques se dégradent et la serre ainsi que le pavillon d'habitation sont détruits.
1810 : Le citoyen Bouillat entre en possession d'un parc où la végétation s'est densifiée. Il effectue quelques plantations et modifie légèrement le tracé des allées afin de conserver le caractère d'agrément du jardin mais l'entretient peu.
1828 : Les enfants de Bouillat vendent le jardin à l'État.
1842 : Le Grand séminaire de Versailles achète le parc. Des travaux de réfection sont effectués (mur de clôture, curage de la pièce d'eau, entretien du pavillon du belvédère, disparition de la rivière…)
1907 : L'école Jules Ferry a la location du parc. Une porte entre le parc et le Potager du roi est créée.
1912 : Un plan est dessiné par René-Édouard André.
1914 : Le parc est affecté à l'École nationale supérieure d'horticulture qui fut créée en 1873 par Pierre Joigneaux.
1914 - 1918 : Première Guerre mondiale. Le parc n'est pas entretenu.
1926 : Le potager du Roi et le parc de Balbi font l'objet d'un classement au titre des monuments historiques par arrêté du 15 mars 1926.
1930 :  Un projet de réaménagement et de restauration du parc est réalisé (tracé des allées, pièce d'eau…).
1939 - 1945 : Deuxième Guerre mondiale. Le parc est à nouveau abandonné. Des arbres sont abattus à cause de la pénurie de bois pendant la guerre et le parc est partiellement transformé en verger.
1960 : De nouveaux travaux de réaménagement sont effectués (arrachage des arbres fruitiers, nouveau tracé des allées, replantation d'arbres). L'association des Amis du Potager est créée. Des visites du parc Balbi sont organisées.
1982 : Une convention entre l'ENSH et l'Agence des Espaces Verts de la Région d'Ile-de-France est signée en vue de l'ouverture du parc au public. Des travaux d'aménagement sont exécutés (clôture autour de la grotte, réfection des bords de la pièce d'eau, curage de l'étang, élagage des arbres…).
1992 : Une nouvelle phase de travaux est lancée.

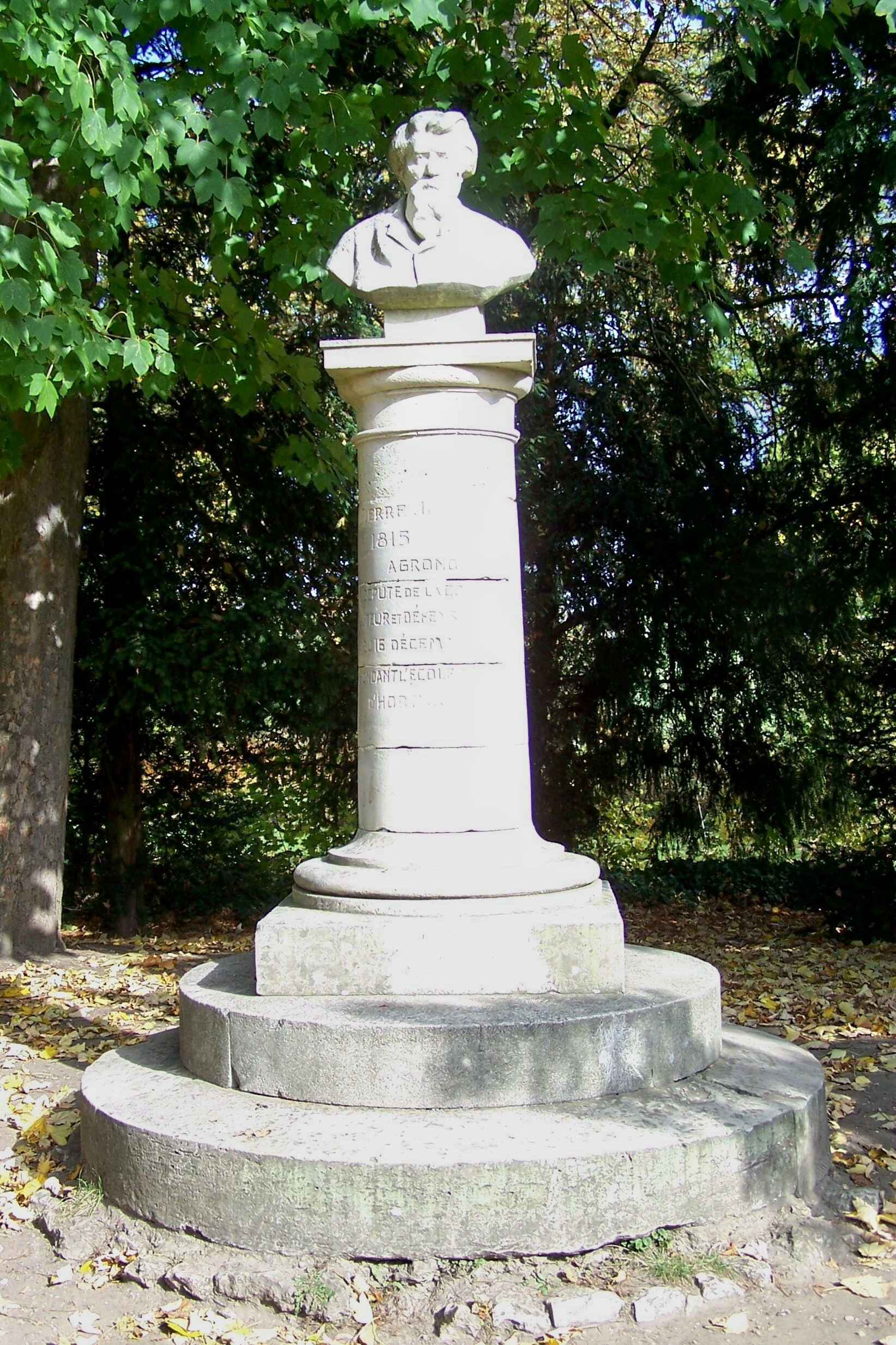
Mémorial à Pierre Joigneaux dans le parc.

Automne 2004 : La réhabilitation de la grotte et de ses abords est commencée (par deux étudiants de l'École nationale supérieure du paysage, Céline Batisse et Julien Decker) en vue de la réouverture de cette grotte au public.
Automne 2005 : Ouverture de la grotte au public en visites guidées.
Automne 2006 : Nouvelle ouverture au public pendant le week-end des saveurs du potager du roi (en octobre).
Hiver 2006-2007 : Travail sur le boisement (sélection, coupe, replantation…).
Octobre 2007 : Nouvelle ouverture à l'occasion de Versailles et les saveurs du potager du roi. Dimanche 7 octobre : 1 200 personnes ont visité la grotte et ses alentours.